# Associazione Calcio Reggiana 1935-1936
Questa pagina raccoglie i dati riguardanti l'Associazione Calcio Reggiana nelle competizioni ufficiali della stagione 1935-1936.

## La stagione
La Reggiana cambia profondamente la squadra. Il bomber Stefano Aigotti ritorna all'Anconitana e il goleador Alcide Violi va al Bari per la sostanziosa cifra di 45 000 lire. Milo Campari viene ceduto all'Atalanta ma tornerà l'anno dopo. Arrivano giocatori prevalentemente romagnoli: Ballerini, Ballardini, Gaddoni, Mazzotti, Scaccini.
Ritorna il vecchio mediano della promozione nella massima serie del 1924 Marchi, già al Milan. In porta si afferma il reggiano Piero Ferrari, che sarà al Bologna, giocando anche in Nazionale. I granata vincono il derby di Parma del 5 gennaio 1936 grazie al gol di Zironi. Ma la Reggiana, perdendo a Seregno, non si qualifica per le finali promozione per la serie B.

## Divise
| Prima divisa |

## Rosa
| N. |                   | Ruolo | Calciatore        |
| -- | ----------------- | ----- | ----------------- |
|    | Italia (bandiera) | D     | Paride Anceschi   |
|    | Italia (bandiera) | P     | Giuseppe Baldi    |
|    | Italia (bandiera) | A     | Paolo Ballardini  |
|    | Italia (bandiera) | A     | Giorgio Ballerini |
|    | Italia (bandiera) | A     | Arturo Benelli    |
|    | Italia (bandiera) | A     | Gino Benelli      |
|    | Italia (bandiera) | C     | Nellusco Campari  |
|    | Italia (bandiera) | D     | Giulio Colombi    |
|    | Italia (bandiera) | P     | Pietro Ferrari    |

| N. |                   | Ruolo | Calciatore         |
| -- | ----------------- | ----- | ------------------ |
|    | Italia (bandiera) | C     | Vivaldo Fornaciari |
|    | Italia (bandiera) | A     | Giovanni Gaddoni   |
|    | Italia (bandiera) | C     | Giuseppe Marchi    |
|    | Italia (bandiera) | C     | Ettore Mazzotti    |
|    | Italia (bandiera) | C     | Giulio Negri       |
|    | Italia (bandiera) | A     | Italo Rossi        |
|    | Italia (bandiera) | D     | Andrea Scaccini    |
|    | Italia (bandiera) | D     | Arnaldo Vighi      |
|    | Italia (bandiera) | A     | Otello Zironi      |

## Risultati

### Girone di andata
| Arbitro: | Fuhrmann (Omegna) |

|                            |           |                |
| Verità 32’ Buschi 35’, 48’ | Marcatori | 62’ A. Benelli |

| Arbitro: | Capitanio (Venezia) |

|                                                                   |           |                   |
| Ballerini 24’, 32’ Benelli A. 26’, 79’ Ballardini 39’ Gaddoni 87’ | Marcatori | 46’, 70’ Barberis |

| Arbitro: | Fois (Roma) |

|                                  |           |  |
| Ranelli 1’, 13’, 43’ Rovelli 15’ | Marcatori |  |

| Arbitro: | De Nobis (Roma) |

|                           |           |  |
| Gaddoni 11’ Ballerini 87’ | Marcatori |  |

| Monza 20 ottobre 1935 5ª giornata | Monza            | 0 – 0 | Reggiana | Campo di via Ghilini\| Arbitro: \| Bogetti (Torino) \| |
| Arbitro:                          | Bogetti (Torino) |       |          |                                                        |

| Arbitro: | Mantovani (Ferrara) |

|                                                                        |           |                                           |
| Zironi 6’, 21’ Gaddoni 25’, 31’, 37’, 85’ Ballerini 40’ Fornaciari 53’ | Marcatori | 18’ Gatti A. 42’ Dalle Vedove 86’ Buzzoni |

| Arbitro: | Conti (Ravenna) |

|                                           |           |  |
| Ballerini 40’ Zironi 44’ Vighi 75’ (rig.) | Marcatori |  |

| Arbitro: | Mocchi (Milano) |

|  |           |                                 |
|  | Marcatori | 52’ (aut.) Mazzoleni 65’ Zironi |

| Arbitro: | Gibelli (Milano) |

|                           |           |             |
| Zironi 48’ Fornaciari 63’ | Marcatori | 67’ Caudera |

| Arbitro: | Melioli (Genova) |

|  |           |             |
|  | Marcatori | 84’ Gaddoni |

| Arbitro: | Brunelli (Bologna) |

|                           |           |  |
| Negri 25’ Zironi 50’, 88’ | Marcatori |  |

| Arbitro: | Tommei (Savona) |

|                    |           |                |
| Barboni 40’ (rig.) | Marcatori | 17’ Benelli G. |

| Arbitro: | Careglio (Ferrara) |

|              |           |                             |
| Ballerini 6’ | Marcatori | 15’, 83’ Radice 33’ Biraghi |

| Arbitro: | Cardinali (Milano) |

|  |           |            |
|  | Marcatori | 81’ Zironi |

| Arbitro: | Dellarole (Vercelli) |

|          |           |  |
| Negri 8’ | Marcatori |  |

### Girone di ritorno
| Arbitro: | Campi (Ancona) |

|                               |           |                      |
| Benelli A. 25’ Fornaciari 58’ | Marcatori | 20’ (rig.) Caldirola |

| Arbitro: | Camisasca (Milano) |

|  |           |           |
|  | Marcatori | 37’ Negri |

| Arbitro: | Celano (Roma) |

|                  |           |                                  |
| Vighi 70’ (rig.) | Marcatori | 49’ Gibertoni 75’ (rig.) Rovelli |

| Arbitro: | Forni (Trento) |

|             |           |                           |
| Mainini 68’ | Marcatori | 53’ Benelli G. 81’ Zironi |

| Arbitro: | Stecig (Fiume) |

|                   |           |  |
| Zironi 83’ (rig.) | Marcatori |  |

| Arbitro: | Gondola (Monfalcone) |

|                             |           |                           |
| Capra II 42’, 54’ Zoppi 52’ | Marcatori | 13’ Negri 25’, 27’ Zironi |

| Arbitro: | Mantovani (Ferrara) |

|  |           |                               |
|  | Marcatori | 59’, 85’ Zironi 83’ Ballerini |

| Arbitro: | Savio (Torino) |

|                                                    |           |  |
| Negri 32’ Zironi 40’ Benelli G. 43’ Benelli A. 71’ | Marcatori |  |

| Arbitro: | Cardinali (Milano) |

|                                                 |           |           |
| Bertolo 47’ Pagliano 55’ Caudera 75’ Godino 87’ | Marcatori | 18’ Rossi |

| Arbitro: | Novello (Dolo) |

|                                     |           |            |
| Fornaciari 48’ Rossi 56’ Zironi 77’ | Marcatori | 80’ Chiesa |

| Arbitro: | Barbieri (Sestri Levante) |

|  |           |                      |
|  | Marcatori | 16’ Zironi 86’ Rossi |

| Arbitro: | Zavattaro (Casale Monferrato) |

|                                                |           |           |
| Benelli A. 3’, 66’ Zironi 22’ Vighi 50’ (rig.) | Marcatori | 31’ Borra |

| Sesto San Giovanni 26 aprile 1936 28ª giornata | Falck          | 0 – 0 | Reggiana | Campo Sportivo Falck\| Arbitro: \| Neri (Vicenza) \| |
| Arbitro:                                       | Neri (Vicenza) |       |          |                                                      |

| Arbitro: | Levrero (Genova) |

|                             |           |  |
| Marchi 66’ Vighi 81’ (rig.) | Marcatori |  |

| Arbitro: | Pecchiura (Torino) |

|              |           |  |
| Formenti 55’ | Marcatori |  |